# ヨーロッパコマドリ
ヨーロッパコマドリ（学名：Erithacus rubecula、英名：European Robin, Robin）は、スズメ目ヒタキ科の鳥である。かつてはツグミ科に分類されていたが、現在では再編されヒタキ科に分類されることが多い。ヨーロッパの文学作品等における「コマドリ」「駒鳥」とは、本種のことである。
ロンドン・タイムズが1960年代初めに行った人気投票でも1位になるなど、イギリスでは特に馴染み深い野鳥の1つであり、政府などから正式に制定されてはいないが一般に国鳥とされている。

## 形態
ヨーロッパで一般的な鳴禽類の一種である。体長は12.5 - 14センチメートルと小さく、雌雄同色、顔から胸が赤橙色なのが特徴である。その周囲はやや青みがかった灰色に縁どられている。腹の色は白色だが脇のあたりは褐色みを帯び、頭から背にかけては灰色がかったオリーブ褐色、腰から尾はそれよりやや明るい茶褐色である。翼は黒褐色で、次列風切と三列風切の外弁はオリーブみがかっている。くちばしは黒色、足は暗肉色。

## 分布

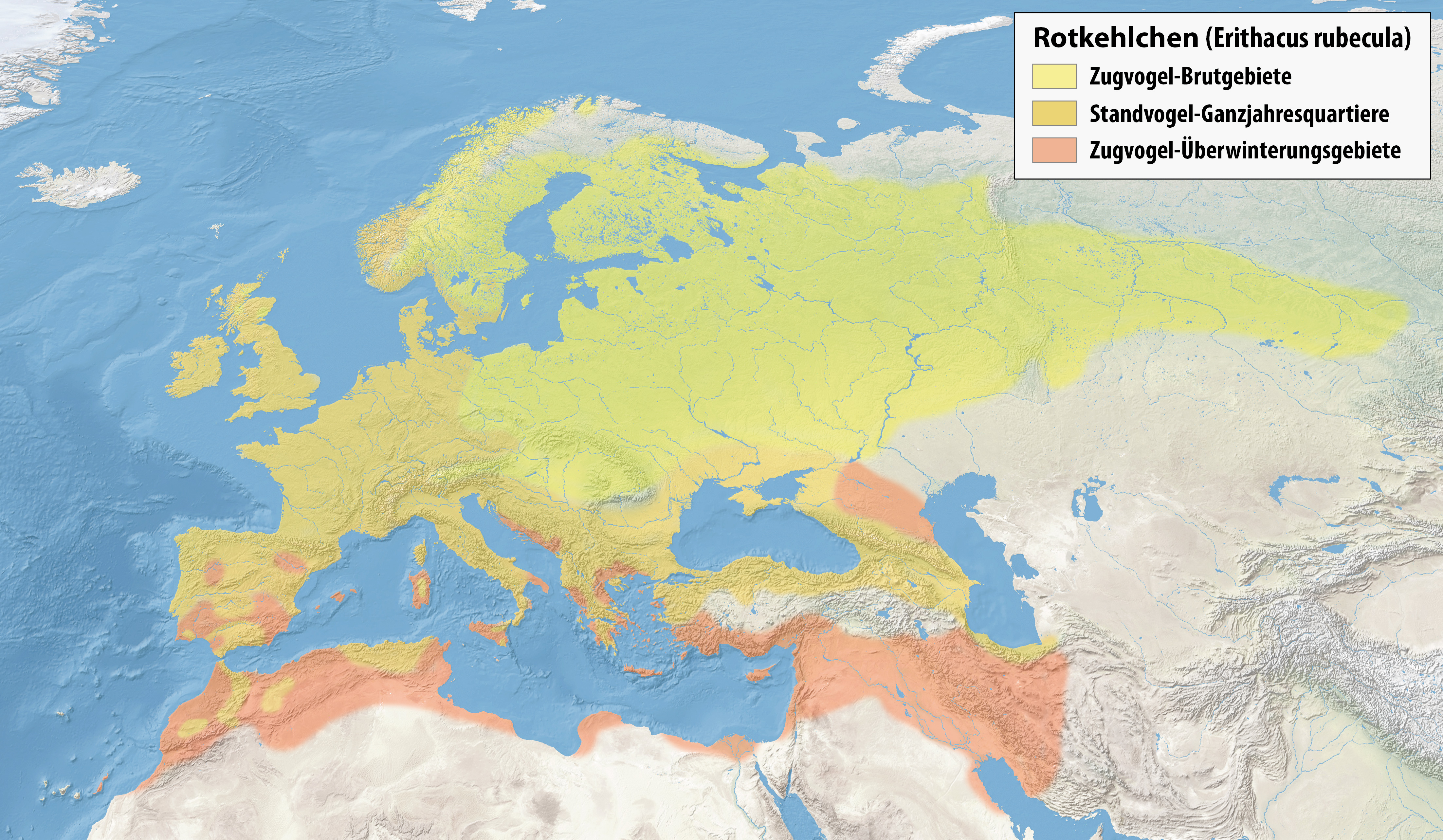
ヨーロッパコマドリの生息域。薄緑は繁殖地、黄色は年間を通して見られる地域、赤は越冬地。

ヨーロッパ全域のほかシベリア西部（東限はオビ川）、カフカース、アルジェリア、大西洋上のアゾレス諸島、マデイラ諸島まで広く分布する。詳細は後述の亜種の節を参照。
ほとんどは留鳥として分布するが、スカンディナヴィアなど寒冷地のヨーロッパコマドリは、きびしい冬から逃れるためフランスやイベリア半島、北アフリカへと渡りを行う。移動は主に夜間に行われる。その年の天候によっては、ベルギー、オランダ、イギリスなどで秋に一斉に移動するヨーロッパコマドリの群れが見られ壮観である。春の渡りは北海沿岸を経由し、4月前半に集中する。なお、鳥の渡りが知られていなかった古代ギリシャのアリストテレスは、ヨーロッパコマドリをシロビタイジョウビタキの冬の姿だと考えていたようである。
グレートブリテン島のヨーロッパコマドリ、特にオスの成鳥は基本的に留鳥でイギリス国内での移動にとどまるが、少数（主にメス）は冬の間を南ヨーロッパで過ごし、さらにその一部はスペインへまで渡りを行う。

### 日本での記録
日本ではヨーロッパコマドリは留鳥としても渡り鳥としても分布していない。しかし極めて稀にだが観察記録があり、1990年11月に千葉県市川市の行徳鳥獣保護区で1個体が捕獲されたほか、1995年5月には山形県酒田市飛島で1個体が観察されている。また、その他に1993年5月奈良県大台ヶ原でも目撃されている。しかし、ヨーロッパコマドリは飼い鳥として輸入されているため、これらが野生個体の迷鳥であるのか、飼い鳥の篭脱けであるのかは不明である。
『日本鳥類目録 改訂第6版』（2000年）では、「亜種を同定できない」「自然分布とするには疑問がある」「論文として公表されていない」ことから本編中での掲載はされず、「検討中の種」として扱っていたが、改訂第7版（2012年）では迷鳥として正式に掲載されており、分布は北海道、本州（千葉、奈良）、飛島（山形県）、舳倉島（石川県）。

## 生態
ヨーロッパコマドリは、繁殖期にはよくさえずり、日中から夕方までさえずる。時には夜もさえずる個体があり、サヨナキドリ（ナイチンゲール）と間違えられることもある。オスの成鳥だけでなく、メスや幼鳥もさえずる。さえずりは「チュリー、チュルチュル、ホイピーホイピーチュリー、チュリリリ、チュリチュリ」などと、長い節と短い節を不規則に組み合わせており、標準的なさえずりというものは存在しない。
イギリスでは、繁殖期である12月末頃から6月中旬までのほか、7月末からは幼鳥が、それより2週間ほど遅れて成鳥が再びさえずり始める。この夏から秋のさえずりは、初冬には鳴く頻度が低くなる。また、2つの期間の間となる6月中旬から7月中旬にかけてはさえずらない。地鳴きは「チィー」「チリリ……」のような高い声である。

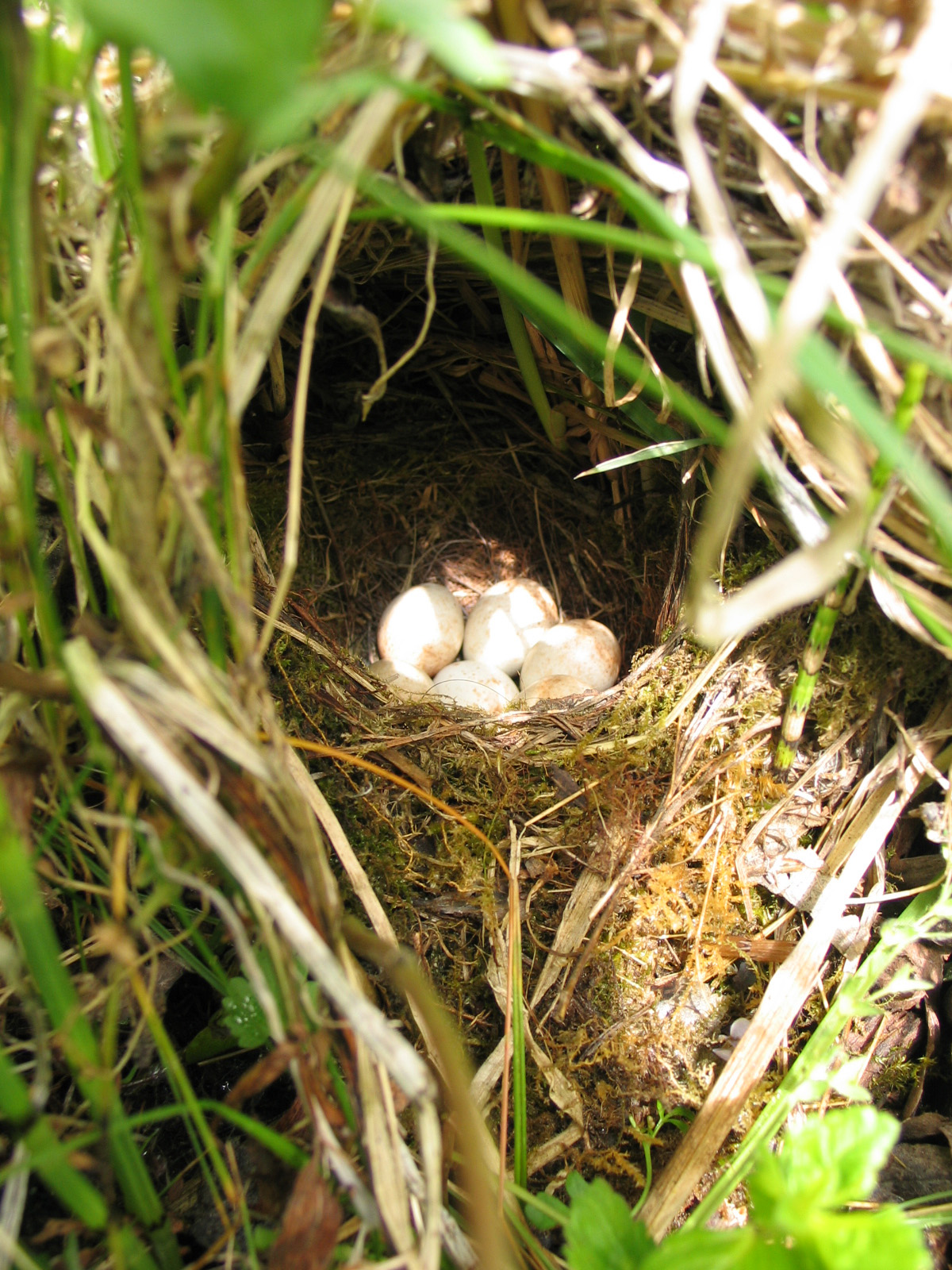
ヨーロッパコマドリの巣と卵

イギリスにおいては12月中旬～2月中旬にかけて番（つがい）を形成、3月下旬から巣作りを始め、4月末～5月の初めには産卵を終える。ヨーロッパコマドリの巣はお椀状で、外側に小枝や枯葉、内側に細い根や草など用いて、地面のくぼみや、苔・根のすき間、地面近くの幹の樹洞のほか、捨てられたやかんや植木鉢などの人工物なども作られる。卵は白色無地を基本とするが薄い赤褐色のまだら模様や小斑があるものが多く、産卵数は通常5～6個。抱卵期間は13～15日ほどで、メスのみが行う。幼鳥は2～3週間で巣立つが、その時点ではまだ胸に赤い模様はなく、2～3ヶ月経ってようやく若干赤みがかった羽が生えてくる。そして更に2～3ヶ月かかって成鳥の姿となる。また、6月に2回目の産卵を行うこともある。

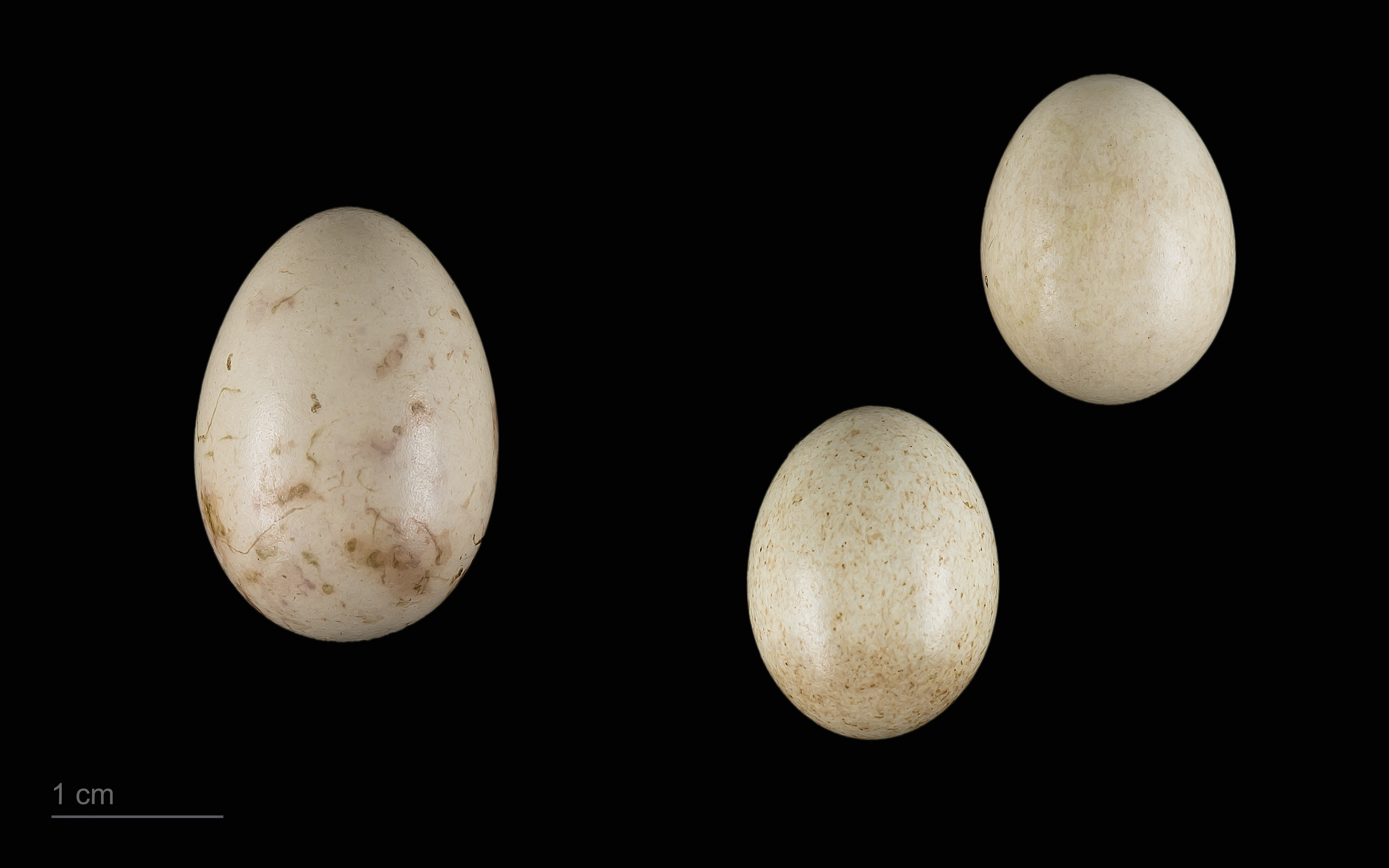
Cuculus canorus + Erithacus rubecula

イギリスでは人家近くの林に生息し、警戒心が弱く人を恐れずに近付いてくるため、ヨーロッパコマドリは人々に愛されている。土を掘っている人間がいると、掘り起こされたミミズなどの餌を探すために好んで近付いてきたり、人間が一休みしているときに、地面に立てられたシャベルの取っ手に止まり周囲を見張っていたりする。一方、大陸ヨーロッパのヨーロッパコマドリは森の中に住み注意深いとされる。また、地面に掘り返された餌を探すため、イノシシなどの大型の野生動物にも近付く。また、ミミズなどの他にもニワトコなどの果実も食し、餌台にも訪れる。
冬の間はオスとメスが別々の縄張りを持つ。また、オス・メスともに、目立つ場所で鳴くなどなわばりを誇示する行動をとり、外敵が来ると赤い胸を反らして威嚇する。特にオスは、縄張りに他のオスが迷い込むと冷酷なまでに、時には相手が死ぬまで攻撃を続ける。他種の鳥にさえ、特に理由もなく攻撃するといった行動も観察されている。
生後1年間の死亡率が高い（卵のうち巣立つのが55%、そのうち年内に死亡するのが77%）ため、ヨーロッパコマドリの平均寿命はわずか1.1年である。しかし、その1年を生き長らえることができれば寿命は比較的長く、これまでの長寿記録は12年である。ただし、野生下で3年以上生きるものは稀である。

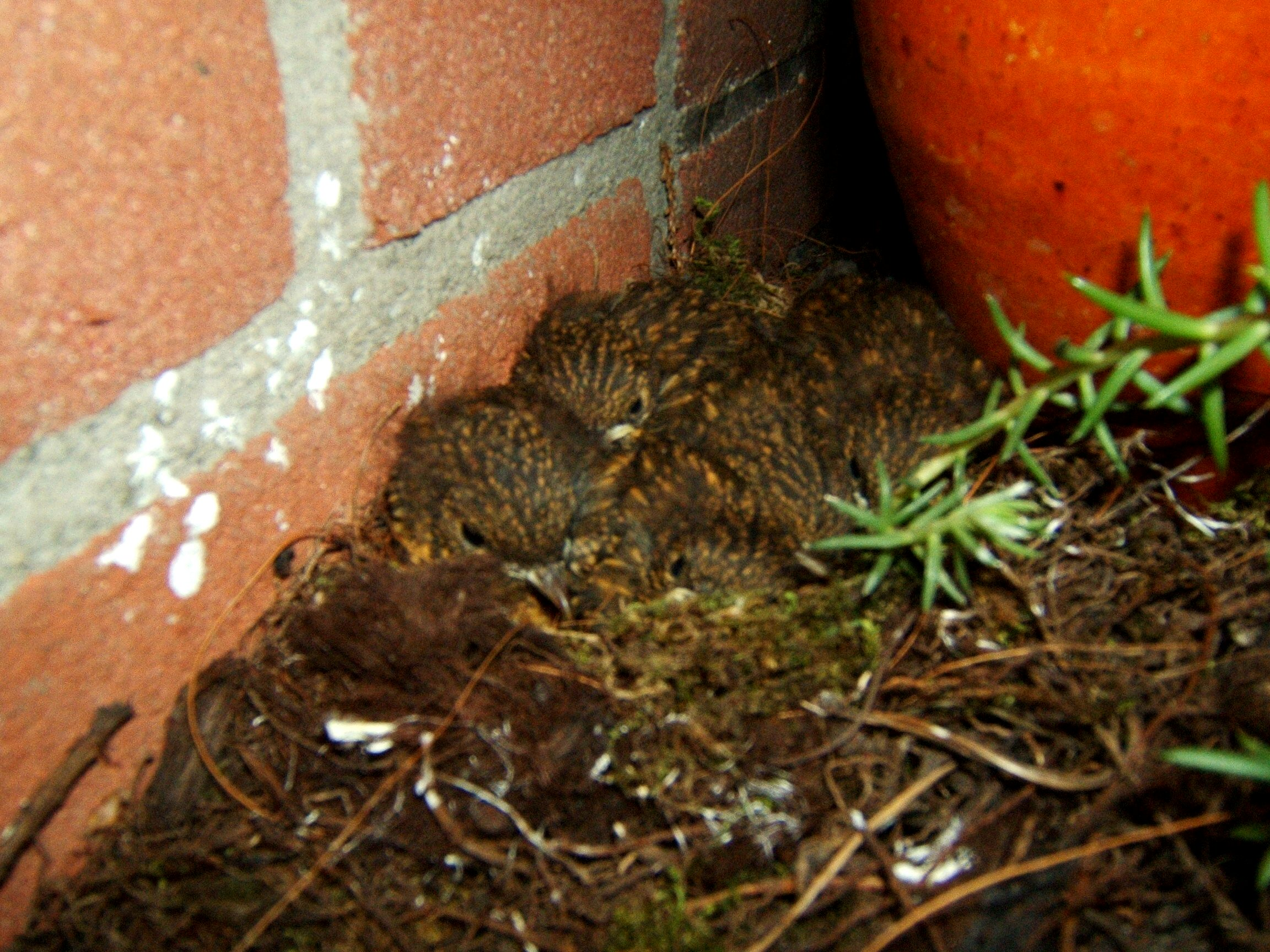
巣とひな
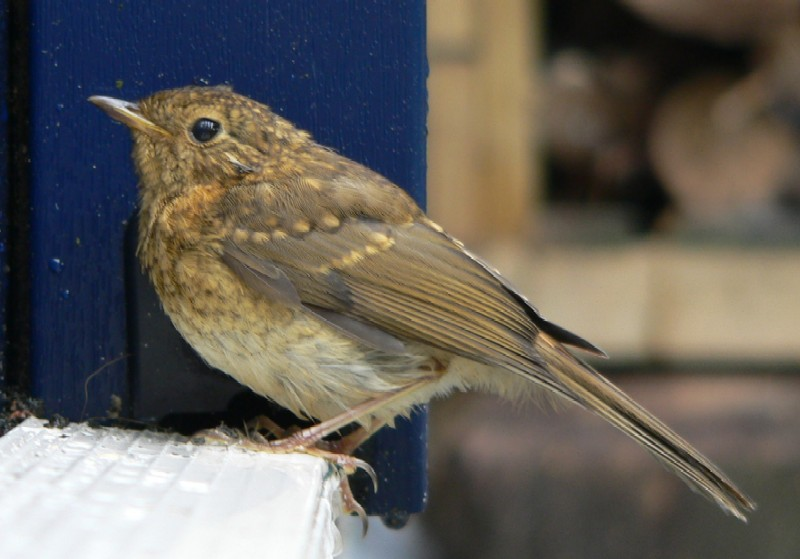
幼鳥
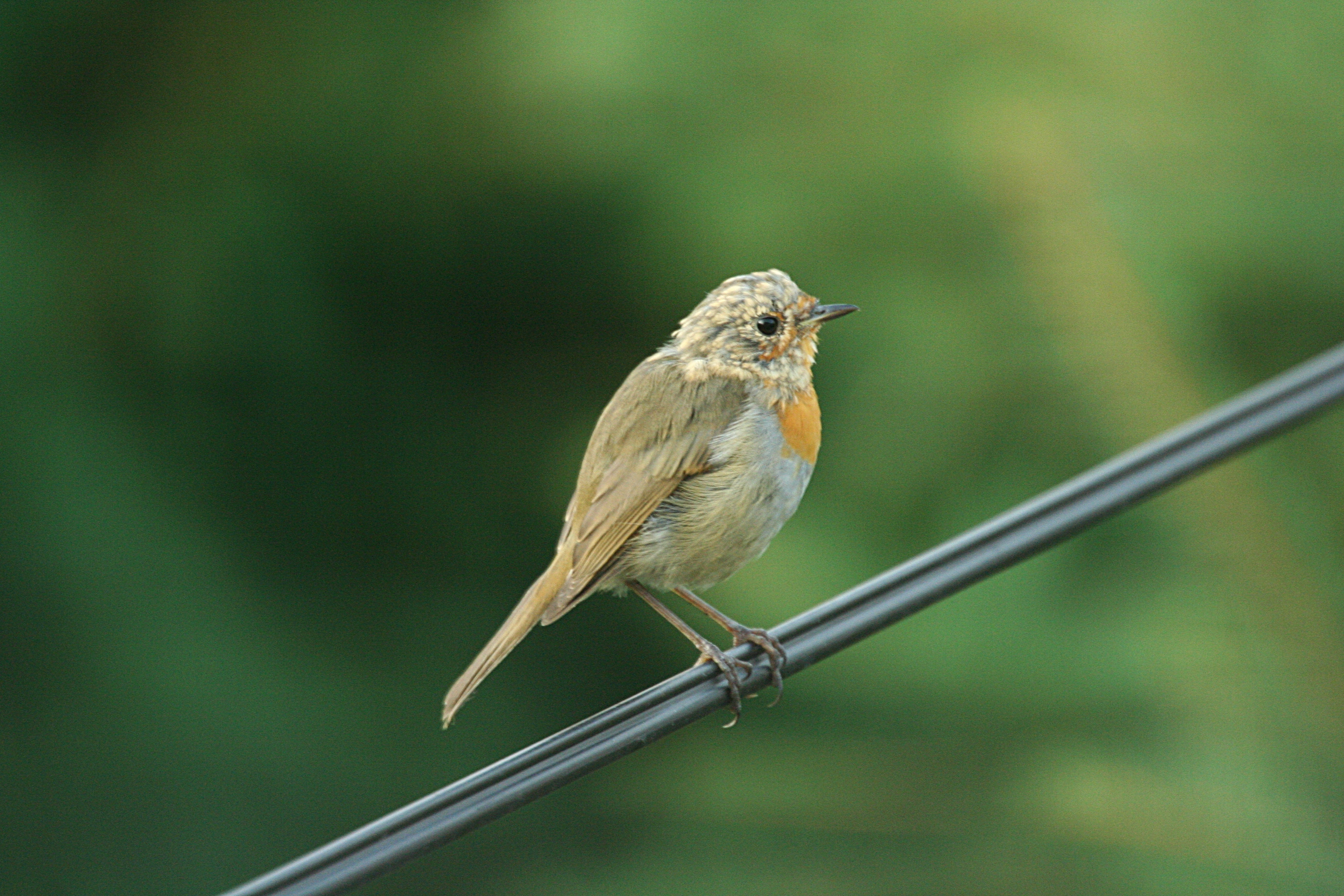
若鳥
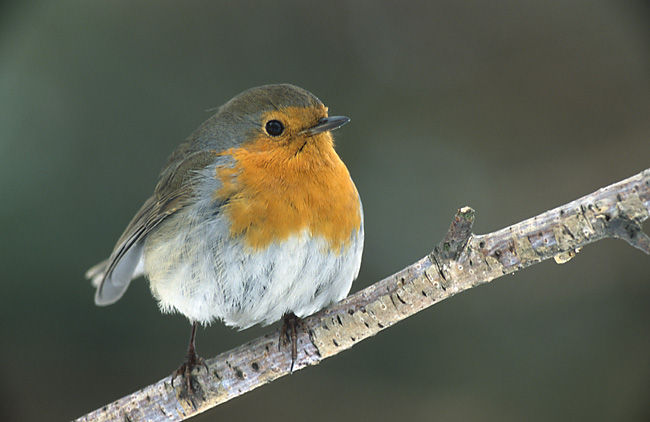
成鳥

## 分類

### 亜種

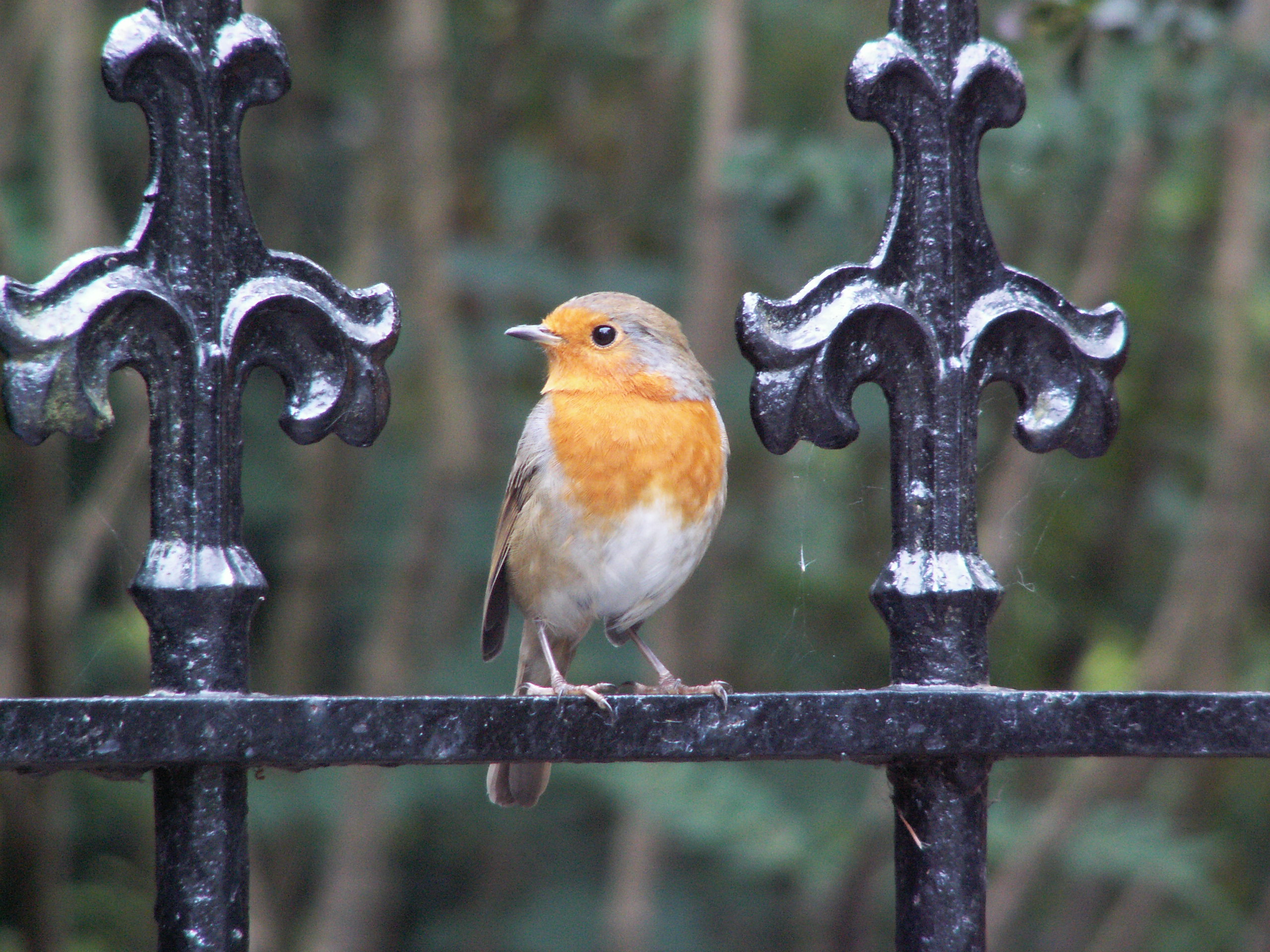
E. r. melophilus
（ブリテン諸島に生息する亜種、イギリス、デヴォン州で撮影）

E. r. rubecula
基亜種。ヨーロッパほぼ全域（東はトルコ西部・ルーマニア・ウクライナ北部・ウラル山脈まで、南はスペイン南部・サルデーニャ・シチリア・ギリシャまで）のほか、カナリア諸島西部の島々（エル・イエロ島、ラ・パルマ島、ラ・ゴメラ島など）やモロッコなど広く分布する。
E. r. microrhynchos
マデイラ諸島・アゾレス諸島に生息する亜種。しかし、形態的には基亜種と明確に区別できないため、亜種ではなく基亜種とされることもある。
E. r. melophilus
ブリテン諸島（イギリス・アイルランド）に生息する亜種。胸の色が強く、上部が灰色ではなく緑がかっているので基亜種と判別できる。なお、イギリス海峡の大陸側でもしばしば漂鳥としてみられる。
E. r. witherbyi
上記E. r. melophilusに似た亜種。アルジェリア、チュニジアに分布する。
E. r. caucasicus
トルコの北東部およびカフカース（北カフカースとトランスカフカース）に生息する亜種。ただし次に述べるE. r. hyrcanusの生息域は除く。
E. r. hyrcanus
アゼルバイジャン南東部およびイラン北部に生息する亜種。
E. r. tataricus
シベリア西部に生息する亜種。体は大きく、体の上部が灰色がかっており、胸のオレンジ色が鈍いことから判別できる。
E. r. valens
クリミア半島に生息する亜種。
E. r. superbus およびE. r. marionae
E. r. superbusはカナリア諸島のテネリフェ島に、E. r. marionaeは同じくカナリア諸島のグラン・カナリア島 に生息する亜種である。以前は双方ともE. r. superbusとされていた。目の周りは白く、胸は非常に鮮やかな橙赤色で、その部分と茶色の体とを分ける灰色の帯があり、さらに腹は真っ白と、基亜種との差異が最もはっきりしている亜種である。そのため、別の種 Erithacus superbus(Tenerife Robin) およびErithacus marionae(Gran Canaria Robin) であるという説が出されている。
また、シトクロムbの配列データと発声の研究でも、明らかにヨーロッパコマドリとは異なっていることが示されており、おそらくは約200万年前（鮮新世後期）に大陸の個体群から分岐したものと考えられている。一方、カナリア諸島西部の個体は基亜種とされており、更新世中期ごろに大陸の個体群から分かれたばかりとみられている。さらにテネリフェ島とグラン・カナリア島の個体間でも遺伝的な差異が明確にみられたため、グラン・カナリア島の個体はE. r. marionaeと新たに命名、それぞれ別の亜種（あるいは種）とされるようになった。両者の差異はまだよく分かっていないが、E. r. marionaeの方がE. r. superbusより羽が短いことは判明している。

## 名前

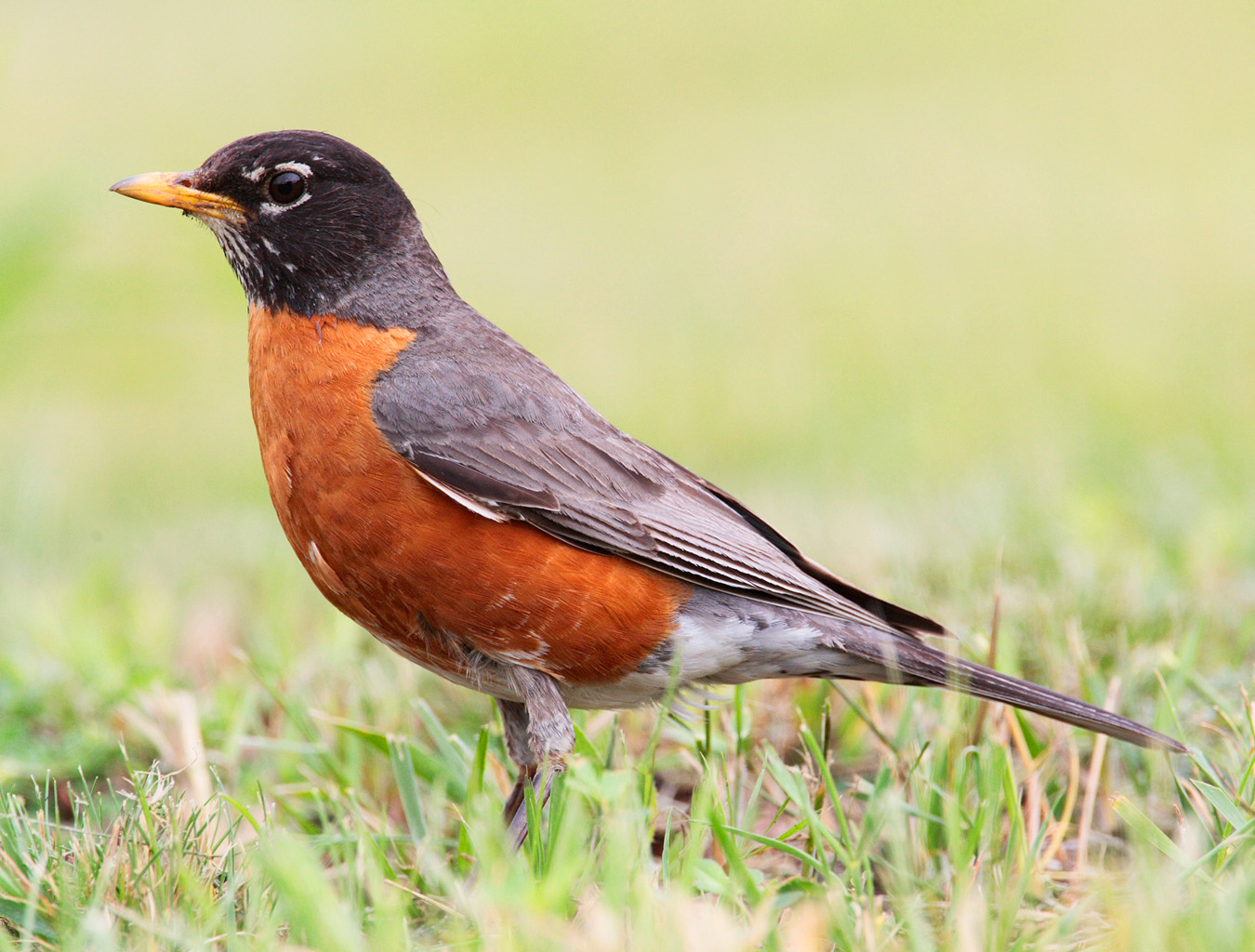
アメリカン・ロビンと呼ばれるコマツグミ

ヨーロッパコマドリはかつて英語で「レッドブレスト」(redbreast) と呼ばれていたが、それはそのまま特徴的な「赤い胸」を意味する。15世紀には種の名前に人名を当てることが流行していたため、ヨーロッパコマドリは「ロビン・レッドブレスト」(Robin redbreast) と呼ばれるようになり、さらにそれが略されて「ロビン」(robin) となった。
コマドリ(Japanese Robin) とアカヒゲ(Ryukyu Robin) をはじめ、赤い胸が特徴的なものにはしばしば「ロビン」という名が付けられることがあり、コマツグミ(American Robin) や、サンショクヒタキ(Scarlet Robin)、ソウシチョウ(Pekin Robin) などが挙げられる。なお単に「ロビン」と言うと、ヨーロッパでは本種を、アメリカではコマツグミのことを指す。
ヨーロッパコマドリの学名Erithacus rubeculaのうち、属名は「赤い小鳥」を意味するギリシャ語であり、種小名はそのラテン語訳である。またドイツ語名が "Rotkehlchen"、フランス語名が "Rougegorge familier"、イタリア語名が "pettirosso" と、諸言語でも「喉が赤い小鳥」または「赤い小鳥」といった意味の名がつけられている。なお日本語名は、コマドリ（駒鳥）の近縁種と考えられていたことによるが、そのコマドリの名は、さえずりが馬（駒）の鳴き声に似ていることに由来する。

## 伝承
ヨーロッパコマドリは民話や童謡などによく登場する。以下に代表的なものを2つ挙げる。
誰がこまどり殺したの？ (Who killed Cock Robin?）
マザー・グースの一節で、ヨーロッパコマドリがスズメに殺され、鳥たちに葬式を挙げてもらう童謡である。邦題は「誰が殺したクック・ロビン」等いくつかある。
森のふたりの幼い子ども (Babes in the Wood)
森に捨てられ死んだ子供たちに、ヨーロッパコマドリが葉っぱをかけて弔う。道端の死者を苔で覆って葬るという古い伝承（シェイクスピアの『シンベリン』第4幕やジョン・ウェブスターの『白い悪魔』第5幕にもそのような記述がある）に由来すると考えられる。

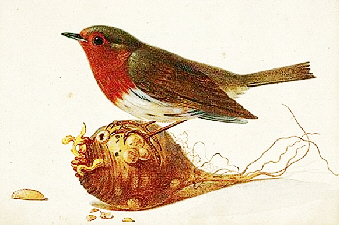
ヨーロッパコマドリ
（Nikolaj Peters作、1794年）

また、特徴的な赤い胸の由来にまつわる話もいくつかあり、その一つによると、かつてヨーロッパコマドリは全身茶色一色であったが、十字架に架けられたイエス・キリストの痛みを癒すため彼の側で歌を歌い（あるいは、いばらの冠を外そうとして）、その際にイエスの血によって胸が赤く染まったという。他にも、煉獄で焼かれている死者に水を運ぼうとして焦げた、煉獄の火を地上に運んできたミソサザイが火だるまになってしまったため、それを助けようとして焦げた、などという話もある。
前述のように、民話や伝承の中でしばしばヨーロッパコマドリはミソサザイと対になって現れる。かつては、それぞれオスのみ、メスのみだと考えられており、「神の雄鳥」「神の雌鳥」として夫婦とみなされていた。また、イギリスではヨーロッパコマドリが新年の魂を宿し、ミソサザイが旧年の魂を宿しているとして、クリスマスや翌12月26日聖ステファノの日に「ミソサザイ狩り」が行われていた。そのため、19世紀半ば以降クリスマスカードには必ずヨーロッパコマドリが描かれるようになった。
他にも、殺傷すると祟られる、死に際のヨーロッパコマドリを掴むと一生手が痙攣して治らなくなる、などともいわれる。